# Dalekarlijski dijalekt
Dalekarlijski dijalekt (švedski: dalmål) predstavlja skupinu sjevernogermanskih mjesnih govora, narječja i jezika koji se rabe u Dalarni u Švedskoj. Tradicionalno se smatraju dijelom svealandskoga dijalekatskog područja.
Neki dalekarlijski govori mogu se smatrati dijelom dijalekatske skupine švedskoga jezika u Gästriklandu, Upplandu i sjevernome te istočnome Västmanlandu. Drugi se pak znatno razlikuju od standardnoga švedskog jezika te predstavljaju jezični oblik između zapadne i istočne skupine sjevernogermanskih jezika. Na samom sjeveru županije u Särni i Idreu, nekoć norveškim župama, govori se dijalektom sličnim onim istočnonorveškima. Obično se razlikuju bergslagenski dijalekti dalekarlijskoga, kojima se govori u jugoistočnoj Dalarni, i pravi dalekarlijski dijalekti.
Ovi se govori prema švedskom Institutu za jezik i folklor službeno smatraju dijalektima švedskoga zbog toga što se govore na teritoriju Kraljevine Švedske, to jest na području gdje je švedski jezik služben. Taj status, međutim, ne opovrgava činjenicu da su se dijalekti razvili izravno iz staronordijskoga jezika paralelno sa švedskim te da ne predstavljaju ogranke švedskoga jezika.
U svakodnevnoj uporabi naziv »dalekarlijski dijalekt« odnosi se i na regionalne inačice standardnoga švedskog jezika. Te varijante, doduše, imaju leksička i morfološka obilježja standardnoga švedskog jezika, a od dalekarlijskih govora preuzele su naglasak i prozodiju.

## Podjela
Dalekarlijski se najčešće razvrstava po geografskim cjelinama:
- Istočnodalekarlijski govori:
  - Nedansiljan, južno od jezera Siljan: župe Boda, Rättvik, Bjursås, Ål, Siljansnäs, Leksand, Gagnef i Mockfjärd
  - Ovansiljan, sjeverno od jezera Siljan: župe Ore, Orsa, Våmhus, Älvdalen (Älvdalski), Mora, Venjan and Sollerön
- Zapadnodalekarlijski govori:
  - jug Västerdalarne: župe Malung, Äppelbo, Järna, Nås and Floda
  - sjever Västerdalarne: župe Lima i Transtrand.

Govori Flode i Mockfjärda ponegdje se smatraju odvojenom skupinom, ali se najčešće opisuju kao poddijalekti.
Pravi dalekarlijski govori (osobito u Älvdalenu, Mori i Orsi, a do neke razine i u Oreu, Rättviku i Leksandu), kao i zapadnodalekarlijski govori, znatno su drugačiji od švedskoga te ih se smatra zasebnim jezicima u lingvističkom smislu. Älvdalski je jedan od dalekarlijskih jezika s najbolje očuvanim obilježjima njihovog prajezika. U samim početcima lingvističkih istraživanja, privukao je pozornost zbog svoje različitosti od drugih dijalekata švedskoga. Prema mnogo toga svojom arhaičnošću podsjeća na staronordijski jezik, iako se u nekim obilježjima i odmaknuo od drugih sjevernogermanskih jezika.
Cijela je jezična skupina pravih dalekarlijskih govora karakteristična po lingvističkoj raznolikosti, pri čemu se znatne razlike mogu zamijetiti i između govora susjednih mjesta u regiji. Govornicima švedskoga većina dalekarlijskih govora nije razumljiva. Ipak, govornici rättviških i leksandskih dijalekata imaju manjih problema s razumijevanjem dalekarlijskoga, zbog čega se smatraju dijelom dijalekatskog kontinuuma između dalekarlijskog i drugih dijalekata švedskoga. Pod takve »tranzicijske« jezične oblike spadaju i govori Åla, Bjursåsa i Gangnefa. Gangnefski govori bliži su pak zapadnodalekarlijskima, koji se nekim obilježjima izdavajaju od nedansiljanske skupine, osobito pri njenim sjevernim rubovima, gdje dijele obilježja s obližnjim dijalektima norveškoga.
Postoje znatne razlike između gangnefskih govora i bergslagenskih govora u Stora Tuni. Bergslagenski dijalekti su pak znatno manje raznoliki, a njima se govori cijelim jugom Dalarne. Govori koji se u toj skupini najviše ističu jesu govori Svärdsjöa i zapadnog Bergslagena, koji graniče s dijalektima Hälsinglanda i zapadnim pravim dalekarlijskim govorima. Bergslagenski dijalekti također su zastupljeni na sjeveru Västmanlanda, a srodni su svealandskim dijalektima, osobito onima istočnog Västmanlanda.

## Vanjske poveznice
- Dalecarlian, Ethnologue (16. izdanje)
- Dalecarlian, Endangered Languages Project